# Петко Попганчев
Петко Недялков Попганчев е български летец от поколението пилоти, обучавано след Първата световна война.

## Биография
Роден е на 21 август 1905 година в с. Сухиндол, Севлиевско. Завършва Аеропланното училище през 1925 година, а през 1928 г. и Военното училище в София. От 1930 г. е младши офицер в смесен орляк. През 1935 г. е командирован в Германия, за да учи. През 1939 година завършва аероинженерство. По това време служи в трети учебен орляк. Същата година е назначен за командир на летището на четвърти армейски орляк. През 1940 г. става началник на Изпитателния институт. Работи като началник на конструкторската служба в Държавна аеропланна работилница-Божурище (ДАР-Божурище) и се изявява като изключителен пилот. Владее до съвършенство техниката на висшия пилотаж и е летец изпитател в ДАР. Като летец изпитател е дал лоша оценка на първия български многомоторен самолет-двуплощника ДАР-4, поради което е прекратена работата по този проект. Изпитва ДАР-6, конструиран от инж. Цветан Лазаров и неговата най-добра оценка е причина за внедряването на самолета в серийно производство като ДАР-9 „Синигер“, а след преместването на ДАР в Държавната самолетна фабрика-Ловеч (ДСФ), работата по конструкцията и производството на ДАР-9 да продължи.

## Началник на ДСФ, Ловеч
От 1943 година капитан инж. Петко Попганчев е началник на ДСФ в Ловеч и шефпилот на предприятието. От 1944 г. е началник на юнкерски учебен орляк и началник на самолетната фабрика в Ловеч. През март 1945 година провежда изпитателните полети на самолета ДАР-10Ф – прекрасен щурмови самолет, за който освен ласкава оценка има и забележки. Работата се е приключила само с изработването на прототипа, тъй като ДАР-10Ф твърде късно е разработен – военновъздушните сили вече се превъоръжават с реактивни самолети. На 10 юни 1948 година полковник Петко Попганчев провежда първия изпитателен полет на прототипа Лаз-7, една отлична учебна машина. Изпълнява всички фигури от висшия пилотаж сам и с човек в първа кабина. Дава най-добра оценка за създадения от инж. Цветан Лазаров и неговия екип самолет. Той и поручик Васил Щерев изпитват прототипа на Лаз-7, предназначен за ВВС, след което в ДСФ са изработени 160 самолета Лаз-7 и 150 броя Лаз-7М (със съветски звездообразен двигател Швецов М-11ФР). През 1954 година комунистическото правителство закрива производството на родни самолети и ДСФ прекратява дейността си.

## Професионално майсторство
Изключителните му професионални умения на пилот са причина за установяване на своеобразни рекорди. През 1932 година с ДАР-1А прелита под Стамболовия мост над р. Янтра във Велико Търново. През 1933 година прави 127 свързани лупинга със самолет ДАР-1А при полет от Карлово до Казанлък. Със самолет Focke-Wulf Fw 44 извършва гръбен полет в продължение на 33 минути, а с Avia B-122 прави 135 свързани лупинга.

## Спортни постижения
През 1959 година, вече пенсионер, Петко Попганчев става първият републикански шампион по висш пилотаж и фигурно летене с моторен самолет на републиканския шампионат, организиран от Централния аероклуб (ЦАК) и аероклубовете в страната към ДОСО. От 1964 г. той е единственият носител на званието „Заслужил майстор на спорта по моторно летене“. През 1968 г. за изключителни заслуги във въздушния спорт е награден с диплом „Пол Тисандие“ – най-високото отличие на Международната федерация по въздухоплаване (ФАИ).

## Военни звания
- Подпоручик (25 август 1928)
- Поручик (1 септември 1931)
- Капитан (6 май 1936)
- Майор (6 май 1944)
- Подполковник (9 септември 1945)
- Полковник

## Признание
Носител е на орден „Народен орден на труда“-сребърен и два ордена „Червено знаме“.